# آورو تایپ اف
آورو تایپ اف (به انگلیسی: Avro Type F) یک هواپیمای تک سرنشینهٔ ساخت شرکت بریتانیایی آورو بود. این هواپیما نخستین هواپیما با اتاقک خلبان کاملاً سرپوشیده در جهان بود.